# Lebanese Basketball League 2018-2019
La Lebanese Basketball League 2018-2019, è stata la 23ª edizione del massimo campionato libanese di pallacanestro maschile.

## Squadre partecipanti
| Squadra              | Città        | Palazzetto                                  | Allenatore        |
| -------------------- | ------------ | ------------------------------------------- | ----------------- |
| Homenetmen           | Mezher       | Adom & Sella Tenjukian stadium              | Joe Nebhan        |
| Byblos Club          | Byblos       | Amsheet Sport Complex                       | Mensur Bajramovic |
| Champville           | Dik El Mehdi | Club Mariste                                | Fuad Abou Chakra  |
| Beirut Club          | Chiyah       | Chiyah Stadium                              | Miodrag Perisic   |
| Hoops Club           | Beirut       | Michel El Murr                              | Jad El Hajj       |
| Al-Mouttahed Tripoli | Tripoli      | Safadi Sports Complex                       | Marwan Khalil     |
| Al-Riyadi Beirut     | Beirut       | Saeb Salam Complex                          | Ahmad Farran      |
| Atlas Ferzol         | Ferzol       | St Joseph des Soeurs Antonines Arena Zahleh | Elie Nasr         |
| Sagesse              | Ghazir       | Ghazir Club Arena                           | Ghassan Sarkis    |

## Stagione regolare
|  | Pos. | Squadra              | PT | G  | V  | P  |
|  | ---- | -------------------- | -- | -- | -- | -- |
|  | 1.   | Champville           | 42 | 16 | 13 | 3  |
|  | 2.   | Beirut Club          | 40 | 16 | 12 | 4  |
|  | 3.   | Homenetmen           | 40 | 16 | 12 | 4  |
|  | 4.   | Al-Riyadi Beirut     | 40 | 16 | 12 | 4  |
|  | 5.   | Byblos Club          | 28 | 16 | 6  | 10 |
|  | 6.   | Hoops Club           | 28 | 16 | 6  | 10 |
|  | 7.   | Al-Mouttahed Tripoli | 26 | 16 | 5  | 11 |
|  | 8.   | Atlas Ferzol         | 24 | 16 | 4  | 12 |
|  | 9.   | Sagesse              | 20 | 16 | 2  | 14 |

Legenda:
      Ammesse ai Play-off.
Note:
tre punti a vittoria, uno a sconfitta.
Fonte: Asia.basket

## Playoff
|  | Quarti di finale | Quarti di finale     | Quarti di finale | Quarti di finale | Quarti di finale | Quarti di finale | Quarti di finale |            |                  | Semifinali  | Semifinali | Semifinali | Semifinali | Semifinali | Semifinali | Semifinali |  |  | Finale | Finale      | Finale | Finale | Finale | Finale | Finale | Finale | Finale |
|  |                  |                      |                  |                  |                  |                  |                  |            |                  |             |            |            |            |            |            |            |  |  |        |             |        |        |        |        |        |        |        |
|  | 1°               | Champville           | 127              | 96               | 104              | -                | -                |            |                  |             |            |            |            |            |            |            |  |  |        |             |        |        |        |        |        |        |        |
|  | 8°               | Atlas Ferzol         | 78               | 74               | 81               | -                | -                |            |                  |             |            |            |            |            |            |            |  |  |        |             |        |        |        |        |        |        |        |
|  | 8°               | Atlas Ferzol         | 78               | 74               | 81               | -                | -                |            | 1°               | Champville  | 76         | 65         | 74         | 65         | -          |            |  |  |        |             |        |        |        |        |        |        |        |
|  |                  |                      |                  |                  |                  |                  |                  |            | 1°               | Champville  | 76         | 65         | 74         | 65         | -          |            |  |  |        |             |        |        |        |        |        |        |        |
|  |                  | 4°                   | Al-Riyadi Beirut | 83               | 68               | 66               | 75               | -          |                  |             |            |            |            |            |            |            |  |  |        |             |        |        |        |        |        |        |        |
|  | 4°               | 4°                   | Al-Riyadi Beirut | 83               | 68               | 66               | 75               | -          | Al-Riyadi Beirut | 99          | 95         | 86         | -          | -          |            |            |  |  |        |             |        |        |        |        |        |        |        |
|  | 4°               |                      |                  |                  |                  |                  |                  |            | Al-Riyadi Beirut | 99          | 95         | 86         | -          | -          |            |            |  |  |        |             |        |        |        |        |        |        |        |
|  | 5°               | Byblos Club          | 81               | 86               | 69               | -                | -                |            |                  |             |            |            |            |            |            |            |  |  |        |             |        |        |        |        |        |        |        |
|  |                  |                      |                  |                  |                  |                  |                  |            |                  |             |            |            |            |            |            |            |  |  | 2°     | Beirut Club | 86     | 75     | 67     | 63     | 82     | 83     | -      |
|  |                  |                      | 4°               | Al-Riyadi Beirut | 72               | 95               | 81               | 79         | 67               | 89          | -          |            |            |            |            |            |  |  |        |             |        |        |        |        |        |        |        |
|  | 2°               | Beirut Club          | 72               | 66               | 75               | 64               | 84               |            |                  |             |            |            |            |            |            |            |  |  |        |             |        |        |        |        |        |        |        |
|  | 7°               | Al-Mouttahed Tripoli | 74               | 56               | 71               | 65               | 70               |            |                  |             |            |            |            |            |            |            |  |  |        |             |        |        |        |        |        |        |        |
|  | 7°               | Al-Mouttahed Tripoli | 74               | 56               | 71               | 65               | 70               |            | 2°               | Beirut Club | 80         | 76         | 90         | 96         |            |            |  |  |        |             |        |        |        |        |        |        |        |
|  |                  |                      |                  |                  |                  |                  |                  |            | 2°               | Beirut Club | 80         | 76         | 90         | 96         |            |            |  |  |        |             |        |        |        |        |        |        |        |
|  |                  | 3°                   | Homenetmen       | 98               | 72               | 64               | 91               |            |                  |             |            |            |            |            |            |            |  |  |        |             |        |        |        |        |        |        |        |
|  | 3°               | 3°                   | Homenetmen       | 98               | 72               | 64               | 91               | Homenetmen | 88               | 75          | 87         | -          | -          |            |            |            |  |  |        |             |        |        |        |        |        |        |        |
|  | 3°               |                      |                  |                  |                  |                  |                  | Homenetmen | 88               | 75          | 87         | -          | -          |            |            |            |  |  |        |             |        |        |        |        |        |        |        |
|  | 6°               | Hoops Club           | 80               | 69               | 62               | -                | -                |            |                  |             |            |            |            |            |            |            |  |  |        |             |        |        |        |        |        |        |        |

| Lebanese Basketball League 2018-2019 |
| ------------------------------------ |
| Al-Riyadi Beirut 15º titolo          |

## Leader statistiche individuali
| Categoria                | Giocatore       | Squadra              | Statistiche |
| ------------------------ | --------------- | -------------------- | ----------- |
| Punti per partita        | Marvelle Harris | Al-Mouttahed Tripoli | 24.0        |
| Rimbalzi per partita     | Aaron Nelson    | Byblos Club          | 11.0        |
| Assist per partita       | Walter Hodge    | Homenetmen           | 7.0         |
| Palle rubate per partita | Marvelle Harris | Al-Mouttahed Tripoli | 3.1         |
| Stoppate per partita     | Ater Majok      | Champville           | 3.3         |

## Premi stagionali
| Premio                      | Giocatore       | Squadra          | Fonte |
| --------------------------- | --------------- | ---------------- | ----- |
| Finals MVP                  | Wael Arakji     | Al-Riyadi Beirut | [ 1 ] |
| Giocatore dell'Anno         | Ali Haidar      | Beirut Club      | [ 1 ] |
| Guardia dell'Anno           | Walter Hodge    | Homenetmen       | [ 1 ] |
| Ala dell'Anno               | Ismail Ahmad    | Al-Riyadi Beirut | [ 1 ] |
| Centro dell'Anno            | Ali Haidar      | Beirut Club      | [ 1 ] |
| Miglior difensore           | Jean Abdel-Nour | Al-Riyadi Beirut | [ 1 ] |
| Miglior giocatore libanese  | Ali Haidar      | Beirut Club      | [ 1 ] |
| Miglior giocatore straniero | Walter Hodge    | Homenetmen       | [ 1 ] |
| Nuovo arrivato dell'anno    | Ali Mansour     | Hoops Club       | [ 1 ] |
| Giocatore più migliorato    | Mark Al-Khoury  | Byblos Club      | [ 1 ] |
| Allenatore dell'anno        | Miodrag Perisic | Beirut Club      | [ 1 ] |

| Primo quintetto stagionale | Primo quintetto stagionale |
| -------------------------- | -------------------------- |
| Wael Arakji                | Al-Riyadi Beirut           |
| Walter Hodge               | Homenetmen                 |
| Fadi El Khatib             | Champville                 |
| Ismail Ahmad               | Al-Riyadi Beirut           |
| Ali Haidar                 | Beirut Club                |

| Secondo quintetto stagionale | Secondo quintetto stagionale |
| ---------------------------- | ---------------------------- |
| Chris Crawford               | Beirut Club                  |
| Willie Warren                | Hoops Club                   |
| Marvelle Harris              | Al-Mouttahed Tripoli         |
| Aaron Nelson                 | Byblos Club                  |
| Darian Townes                | Atlas Ferzol                 |